# Seminars in Cutaneous Medicine and Surgery
Seminars in Cutaneous Medicine and Surgery, abgekürzt Semin. Cutan. Med. Surg., ist eine wissenschaftliche Fachzeitschrift, die vom Frontline Medical Communications-Verlag veröffentlicht wird. Die Zeitschrift wurde 1982 unter dem Namen Seminars in Dermatology gegründet, änderte den Namen im Jahr 1996 in derzeit gültigen und erscheint viermal im Jahr. Es werden Arbeiten veröffentlicht, die sich mit dermatologischen und chirurgischen Fragestellungen beschäftigen.
Der Impact Factor lag im Jahr 2014 bei 1,340. Nach der Statistik des ISI Web of Knowledge wird das Journal mit diesem Impact Factor in der Kategorie Dermatologie an 37. Stelle von 61 Zeitschriften und in der Kategorie Chirurgie an 112. Stelle von 198 Zeitschriften geführt.